# 西格倫代夫 (蒙大拿州)
西格倫代夫（英語：West Glendive）是位於美國蒙大拿州道生縣的普查規定居民點。

## 人口
根據2020年美國人口普查的數據，西格倫代夫的面積為9.98平方千米，當中陸地面積為9.95平方千米，而水域面積為0.03平方千米。當地共有人口1998人，而人口密度為每平方千米200.2人。